# Salve, revue pro teologii, duchovní život a kulturu
Salve, revue pro teologii, duchovní život a kulturu, je český odborný časopis, zaštiťovaný českou dominikánskou provincií. Vychází čtyřikrát ročně od roku 1991. Vydává ho nakladatelství Krystal OP. Jeho předchůdcem byl dominikánský samizdatový teologický časopis Sursum (1985–1990), navazuje též na tradici prvorepublikových dominikánských časopisů Na hlubinu a Filosofická revue a v jistém smyslu se volně inspiruje revuí Souvislosti z poloviny 90. let 20. století. Salve se snaží nabídnout pro lidi přemýšlející o víře, teologii a kultuře pestrou šíři současného živého křesťanského myšlení nejen českého, ale s přesahy do anglosaského, románského a polského myšlenkového světa.

## Historie
Během své existence prodělalo Salve několik proměn. První číslo neslo podtitul Časopis pro dominikánský laikát, druhé Časopis dominikánské rodiny, naznačujíce tak počáteční primární orientaci revue na dominikánský třetí řád. Nicméně od počátku byla explicitně přítomna snaha oslovovat církev a svět i mimo řádové prostředí. Na konci 1. ročníku tak byla anoncována nejen změna podoby časopisu, ale též snaha vytvořit kolem revue okruh autorů, jejichž původní texty by se v budoucnu staly základem časopisu.
Od 2. ročníku byl pod editorialy podepsán Odilo I. Štampach (jako šéfredaktor od roku 1995). Pojmenovával kořeny, na nichž chce Salve dále stavět (revue Na hlubinu, Filosofická revue). Zaměření revue vystihla slova úvodníku 2. čísla: „Jedním slovem, máme se naučit nesnadnému umění spojovat obětavost a riskující věrnost poznané pravdě s tolerancí a duchem dialogu. Musíme pochopit, že když máme pravdu, není naším majetkem. […] Mít pravdu neznamená vystihnout věc dokonale. Jiní mohou říkat něco jiného a mít také pravdu.“ Drží nicméně dominikánskou tradici náročného intelektuálního snažení: „Vzdává rozumu čest, která mu náleží, a nechce pravdy víry představovat jako iracionální vzruchy, ale na druhé straně respektuje, že Boží tajemství jsou nadrozumová.“ Mezi autory patří dominikánské osobnosti (Christoph Schönborn, Simon Tugwell, Jacek Salij, Dominik Duka, Ivan Štampach), ale též další klíčové postavy křesťanského myšlení (např. Jacques Maritain). Salve bylo v této době výrazně zaměřeno na polské autory a překlady z polských revuí.
Již v editorialu 4/1993 Štampach zdůraznil, že Salve, ač lákáno oblastí filozofie, tíhne spíš k otázkám duchovního života: „Filosofie dotvořená modlitbou a meditací sice může vypadat v očích moudrých tohoto světa jako čiré bláznovství, ale zřejmě bude naším údělem.“ Od 1/1994 se změnil podtitul časopisu na Revue pro teologii a duchovní život. Záštitu nad Salve převzala dominikánská provincie, návaznost na prvorepublikový řádový časopis Na hlubinu vyjádřila i dočasná kontinuita v počítání ročníků. Mezi autory se objevili např. Romano Guardini, Charles Journet, Hans Urs von Balthasar, Timothy Radcliffe OP, Yves Congar OP, Josef Pieper aj. Obsahově Salve pokrývala rozličná témata na pokraji teologie, filozofie a duchovního života, 6. ročníku dominovalo téma Desetiletí duchovní obnovy. Výrazné byly recenze Dominika Duky z oblasti biblistiky.
Na konci 6. ročníku došlo k pohybu v redakční radě a byl ohlášen počátek vydávání dalšího dominikánského časopisu Amen. To vedlo k personální proměně redakce – od 7. ročníku (1997) se šéfredaktorem stal Dominik Duka, redakční rada se rozšířila. Proti dřívější jisté roztříštěnosti témat se skladba časopisu stala jasnější. Šlo jednak o zaměření na Desetiletí duchovní obnovy a přípravu milénia, jednak o směr, který oznámil Duka v 1/1998 – zahájení kurzu duchovního života, který vycházel z pokladnice české dominikánské provincie v období první republiky. Tento další projev kontinuity byl potvrzen přetiskováním studií dominikánů Silvestra M. Braita, Reginalda Dacíka, Emiliána Soukupa. Tradiční, věcný řád revue (podle schématu řeholní život – teologie – historie – kurz podle první republiky) pokračoval i poté, co Dominik Duka v souvislosti se svými biskupskými povinnostmi předal funkci šéfredaktora Tomáši Černušákovi OP.[zdroj⁠?!] S blížícím se miléniem přibylo článků s přesahem do politiky, vztahu státu a práva, lidských práv.
Roku 2001 došlo k výrazné proměně revue. Rozšířila se redakční rada a postupně změnila grafická podoba časopisu. Šéfredaktorem se stal opět Dominik Duka, ale výkonným redaktorem architekt Norbert Schmidt. Od 2/2001 se jednotlivá, dosud rubriková čísla změnila v tematická (prvním tématem byla Teologická fakulta). Ustavila se struktura editorial – blok textů k zastřešujícímu tématu – oddíl recenzí – anglické resumé. Od 3. čísla se editorial rozšířil o vstupní úvahu nad celkem čísla. Čím dál tím větší místo zaujímal obrazový doprovod (od tematického doprovodu k prezentaci tvorby umělců, např. Hany Rysové či Václava Sokola). 

## Současná podoba
Od roku 2004 se stabilizovala současná podoba čísel, která nabízejí náhledy na daná témata z více rozdílných a někdy i protichůdných úhlů. Během roku se střídají okruhy filozoficko-teologických, biblicko-historických, spirituálních, sociálních a kulturně-uměleckých témat. Mezi úspěšná čísla patřila např.: křesťanství na Nilu, poslušnost, …jako muže a ženu je stvořil, chudoba, migrace a integrace, sakrální architektura, spravedlivá válka?, mnišství, Jacques Maritain, trojice, teologie (a) umění, prostituce, (anti-)modernismus, hudba a liturgie, Pius XII. atd.
Do okruhu autorů revue patří přední čeští i světoví teologové a myslitelé: Philippe Chenaux, Thomas Sternberg, Timothy Radcliffe OP, Joachim kardinál Meisner, Christoph kardinál Schönborn, Friedhelm Mennekes SJ, Tomáš Halík, Ctirad V. Pospíšil OFM, Benedikt Mohelník OP, Štěpán Filip OP, Pavel Vojtěch Kohut OCD, Tomáš Petráček, František X. Halas, Petr Piťha, Jacek Salij OP, Simon Tugwell OP, Albert-Peter Rethmann, Lea Ackermannová, Benedict T. Viviano OP, Guy Bedouelle OP, Joseph kardinál Ratzinger, Dom Patrik Olive OCSO, Heinz-Georg Justenhoven, Jean-Pierre Torrell OP, Marie-Alain Couturier OP, Tomáš kardinál Špidlík, Karl kardinál Lehmann atp.
Dále redakce revue Salve společně s Katolickou teologickou fakultou Univerzity Karlovy, Akademickou farností Praha u Nejsv. Salvátora a Akademickou duchovní službou v Hradci Králové pravidelně pořádá různé přednášky a debatní večery, kam zve domácí i zahraniční hosty.

## Tiráž
- Šéfredaktor: Benedikt Tomáš Mohelník OP
- Redakce: Norbert Schmidt a Martin Bedřich
- Redakční rada: Petr Beneš CSsR, Filip Boháč OP, Tomasz Dostatni OP, Markéta Dudziková, Ludvík Grundman OP, Klára Jirsová, Dagmar Kopecká, Zuzana Matisovská, Jiří Pavlík, Tomáš Petráček, Josef Prokeš, Oldřich Selucký, Tomáš Sixta, Karel Šprunk, Petr Štica, Jaroslav Šubrt a David Vopřada